# Tetratheca pilosa
Tetratheca pilosa är en tvåhjärtbladig växtart. Tetratheca pilosa ingår i släktet Tetratheca och familjen Elaeocarpaceae.

## Underarter
Arten delas in i följande underarter:
- T. p. latifolia
- T. p. pilosa